# اس‌اس استنبل
اس‌اس استنبل (به انگلیسی: SS Stanbell) یک کشتی بود که طول آن ۴۸۴ فوت (۱۴۷٫۵۲ متر) بود. این کشتی در سال ۱۹۴۳ ساخته شد.